# Caumont-sur-Durance
Pour les articles homonymes, voir Caumont.
Caumont-sur-Durance est une commune française située dans le département de Vaucluse, en région Provence-Alpes-Côte d'Azur. La ville est limitrophe d'Avignon et fait partie de la communauté d'agglomération du Grand Avignon.
Ses habitants sont appelés les Caumontois.

## Géographie

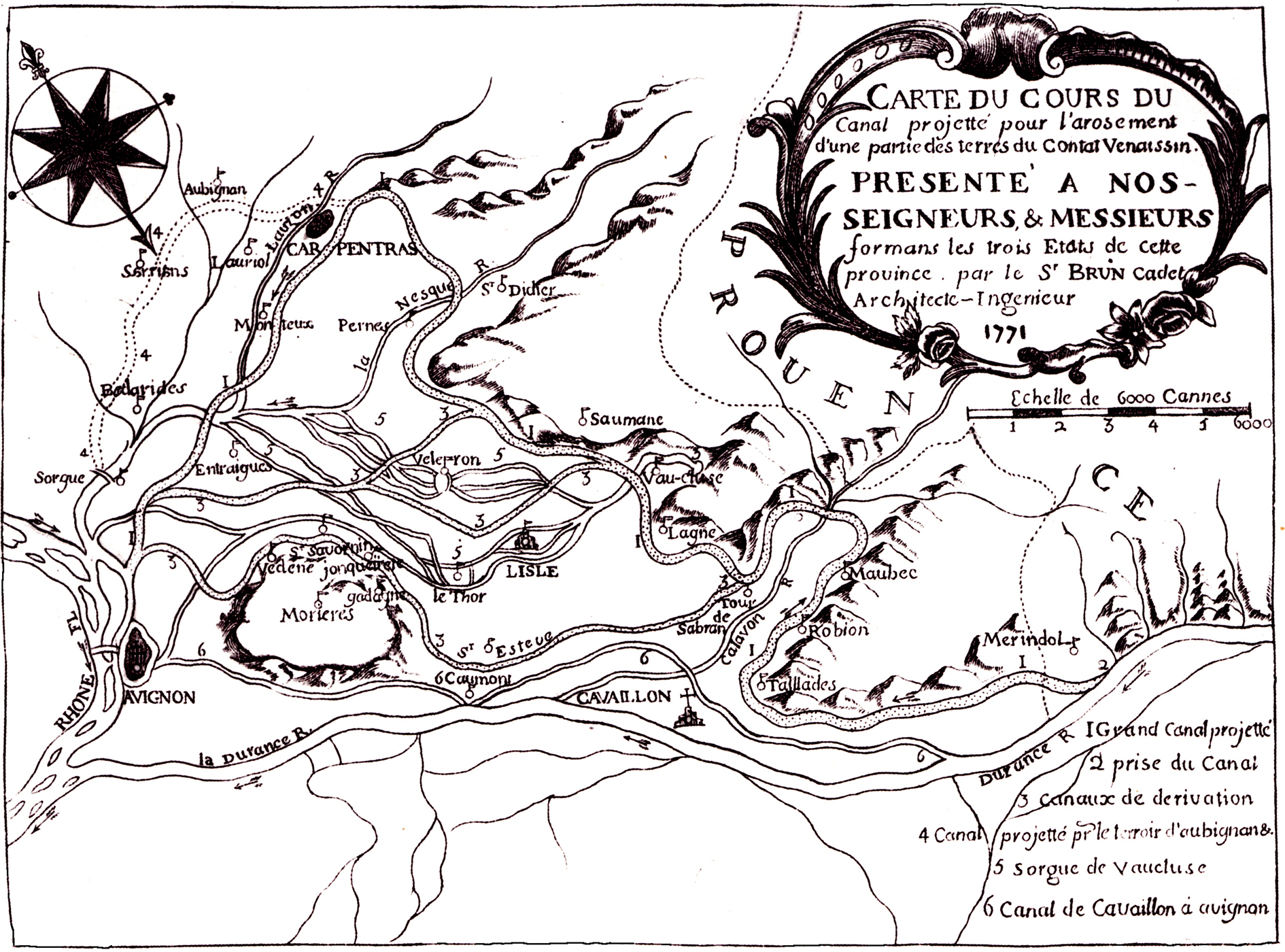
Carte de Brun cadet prévoyant « l'arrosement d'une partie des terres du Comtat Venaissin ».

Construit sur une colline, Caumont-sur-Durance comprend aussi des plaines bordées par la Durance, ce qui a favorisé le développement de l'agriculture (pommes, poires...) grâce à des moyens performants d'irrigation (canal Saint-Julien).

### Communes limitrophes
Les communes limitrophes sont Cabannes, Noves, Avignon, Cavaillon, Châteauneuf-de-Gadagne, Morières-lès-Avignon et Le Thor.
| Morières-lès-Avignon   | Châteauneuf-de-Gadagne    | Le Thor   |
| Avignon                | Caumont-sur-Durance       | Cavaillon |
| Noves Bouches-du-Rhône | Cabannes Bouches-du-Rhône |           |

### Accès et transports
La route nationale 7 passe à l'ouest de la commune. Les routes départementales 1, 6, 22, 25, 64, 171 et 973 passent sur la commune.
À l'ouest de la commune, proche d'Avignon, la sortie de l'autoroute A7 « Avignon sud » et l'aéroport d'Avignon - Caumont. La gare TGV la plus proche est la gare d'Avignon TGV.
Caumont-sur-durance se situe à 30 minutes du Parc Spirou, ainsi que 35 minutes du Palais des papes d'Avignon.

### Relief
À l'exception de trois collines (hauteur maximale de 134 mètres), la majorité de la commune est occupée par de la plaine.

### Géologie
La plaine alluvionnaire sur laquelle les cultures se sont développées s'inscrit dans la vallée de la Durance.
Les collines qui entourent le bourg sont, comme une partie du massif du Luberon et des Alpilles, un massif rocheux de calcaire urgonien.

### Hydrographie
De nombreux canaux (Passage du Canal Saint-Julien) et cours d'eau (Le Mourgon, le petit Mourgon, le Sénot...) arrosent la plaine.
La Durance borde la commune au sud.

### Sismicité
Les cantons de Bonnieux, Apt, Cadenet, Cavaillon, et Pertuis sont classés en zone Ib (risque faible). Tous les autres cantons du département de Vaucluse sont classés en zone Ia (risque très faible). Ce zonage correspond à une sismicité ne se traduisant qu'exceptionnellement par la destruction de bâtiments.

### Climat
Pour des articles plus généraux, voir Climat de Provence-Alpes-Côte d'Azur et Climat de Vaucluse.
En 2010, le climat de la commune est de type climat méditerranéen franc, selon une étude du Centre national de la recherche scientifique s'appuyant sur une série de données couvrant la période 1971-2000. En 2020, Météo-France publie une typologie des climats de la France métropolitaine dans laquelle la commune est exposée à un climat méditerranéen et est dans la région climatique  Provence, Languedoc-Roussillon, caractérisée par une pluviométrie faible en été, un très bon ensoleillement (2 600 h/an), un été chaud (21,5 °C), un air très sec en été, sec en toutes saisons, des vents forts (fréquence de 40 à 50 % de vents > 5 m/s) et peu de brouillards. 
Pour la période 1971-2000, la température annuelle moyenne est de 13,9 °C, avec une amplitude thermique annuelle de 17,6 °C. Le cumul annuel moyen de précipitations est de 667 mm, avec 5,9 jours de précipitations en janvier et 2,5 jours en juillet. Pour la période 1991-2020, la température moyenne annuelle observée sur la station météorologique de Météo-France la plus proche, « Eyragues », sur la commune d'Eyragues à 10 km à vol d'oiseau, est de 15,2 °C et le cumul annuel moyen de précipitations est de 631,8 mm. 
La température maximale relevée sur cette station est de 42,2 °C, atteinte le 28 juin 2019 ; la température minimale est de −9,9 °C, atteinte le 2 mars 2005,,. 
Les paramètres climatiques de la commune ont été estimés pour le milieu du siècle (2041-2070) selon différents scénarios d'émission de gaz à effet de serre à partir des nouvelles projections climatiques de référence DRIAS-2020. Ils sont consultables sur un site dédié publié par Météo-France en novembre 2022.

## Urbanisme

### Typologie
Au 1er janvier 2024, Caumont-sur-Durance est catégorisée bourg rural, selon la nouvelle grille communale de densité à sept niveaux définie par l'Insee en 2022.
Elle appartient à l'unité urbaine de Caumont-sur-Durance, une unité urbaine monocommunale constituant une ville isolée,. Par ailleurs la commune fait partie de l'aire d'attraction d'Avignon, dont elle est une commune de la couronne,. Cette aire, qui regroupe 48 communes, est catégorisée dans les aires de 200 000 à moins de 700 000 habitants,.

### Occupation des sols
L'occupation des sols de la commune, telle qu'elle ressort de la base de données européenne d’occupation biophysique des sols Corine Land Cover (CLC), est marquée par l'importance des territoires agricoles (62,2 % en 2018), en diminution par rapport à 1990 (64,1 %). La répartition détaillée en 2018 est la suivante : 
cultures permanentes (49,7 %), zones urbanisées (15,9 %), zones agricoles hétérogènes (12,5 %), forêts (11,7 %), espaces ouverts, sans ou avec peu de végétation (6,5 %), milieux à végétation arbustive et/ou herbacée (2,4 %), eaux continentales (1 %), mines, décharges et chantiers (0,3 %). L'évolution de l’occupation des sols de la commune et de ses infrastructures peut être observée sur les différentes représentations cartographiques du territoire : la carte de Cassini (XVIIIe siècle), la carte d'état-major (1820-1866) et les cartes ou photos aériennes de l'IGN pour la période actuelle (1950 à aujourd'hui).

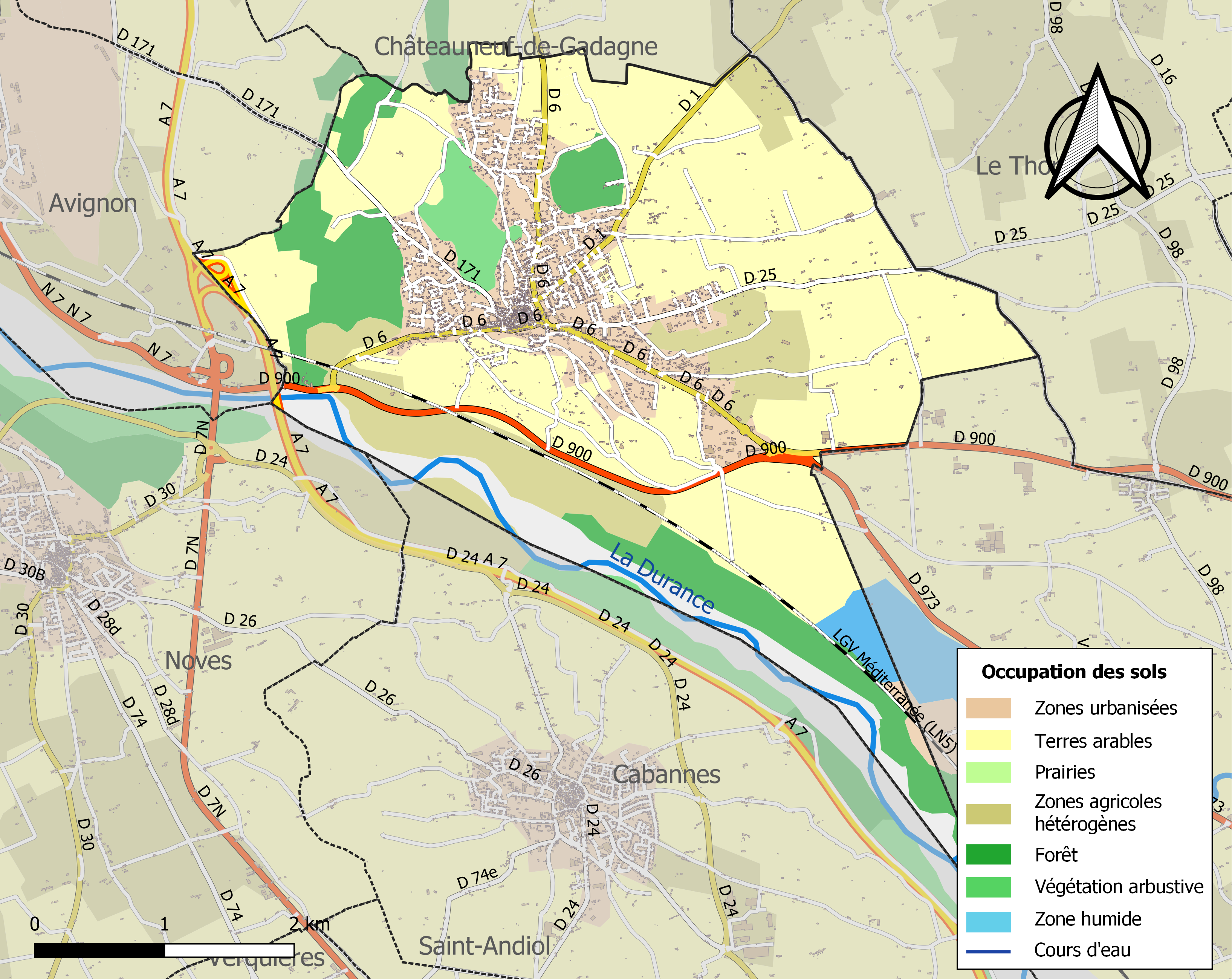
Carte des infrastructures et de l'occupation des sols de la commune en 2018 (CLC).

## Histoire

### Préhistoire et antiquité
Le premier site d'occupation humaine sur le territoire de la commune s'est situé sur l'oppidum de Bonpas. Ce site qui domine la Chartreuse a été occupé du néolithique jusqu'à la période hallstattienne (- 660 à - 400 avant notre ère). Après la fondation de Massalia, il fut en contact commercial avec les Phocéens comme en portent témoignage les poteries pseudo-ioniennes et les amphores massaliotes découvertes sur place.
Le second site, au quartier du Serre, proche de la chapelle Saint-Symphorien, était connu depuis longtemps pour être riche en outillage lithique et en vestiges romains. Des fouilles, entreprises en 1998, ont permis de dégager un jardin antique unique en Gaule couvrant 12 000 m². C'est sur ce site que se trouvait Machovilla, la résidence du patrice Mummole, noble burgonde, au service du roi Gontran.

### Moyen Âge
Le premier seigneur médiéval du lieu fut Isnard, vicomte de Cavaillon. En 958, il s'était emparé du prieuré Saint-Symphorien, qui dépendait de l'abbaye Saint-Symphorien d'Autun et de son vicus qui portait le nom de Magna. Il fut excommunié. Ce qui n'empêcha point ses descendants de posséder encore ce domaine en 1088. Simplement, les habitants, pour préserver leur sécurité, avaient délaissé Magna et s'étaient retranchés sur le Calvus Mons (le Mont Chauve), qui donna son nom au nouveau village.
Un bac permettant de traverser la Durance est attesté en 1166, au lieu-dit Maupas (mauvais passage, en raison de la dangerosité du passage de la Durance). Il appartenait à la chartreuse de Bonpas.
Le fief resta en indivis entre les différents titulaires du comté de Provence (maisons de Toulouse et de Barcelone) durant les XIIe et XIIIe siècles. Il passa ensuite aux Giraud Amic, branche cadette de la maison de Sabran, puis à la maison des Baux. Pour cette famille, à la fin du XIVe siècle, la dernière Dame de Caumont, fut Alix des Baux, nièce et pupille de Raymond de Turenne.

### Renaissance
Au XVe siècle, les papes Nicolas V et Sixte IV firent don de ce fief à Balthazar Spifani et à sa famille. Puis, par mariage, il passa, en 1441, à Jean de Seytres. Ses descendants rachetèrent, une à une, les parts des petits co-seigneurs et, en 1660, cette famille posséda l'ensemble de cette baronnie.

### Période moderne
Le pape Pie VI érigea Caumont en duché, le 26 avril 1789 pour Philippe de Seytres. Et son château fut pillé, en 1792, par les Caumontois, qui brûlèrent les archives pour faire disparaître toutes traces des droits féodaux exigés par le duc.
Le 12 août 1793 fut créé le département de Vaucluse, constitué des districts d'Avignon et de Carpentras, mais aussi de ceux d'Apt et d'Orange, qui appartenaient aux Bouches-du-Rhône, ainsi que du canton de Sault, qui appartenait aux Basses-Alpes.
Joseph Agricol Viala (1780 - 1793), jeune garde national avignonnais, âgé de 13 ans, fut tué au bac de Bonpas par les fédéralistes marseillais. Il fut popularisé comme héros de la Révolution par Robespierre dans un discours à la Convention.
En 1813, le bac fut remplacé par un pont de bois, long de 546 mètres.

### Période contemporaine
Le 1er octobre 1977, sur une colline de Caumont, dominant l'autoroute A7, a été inauguré le Monument national des Français d'Outre-mer. Il porte sur son socle : « À la mémoire des soldats, des marins, des aviateurs et des civils d'outre-mer morts pour la France ». Ce monument a, depuis, été transféré sur la commune d'Avignon.

### Héraldique
| Blason de Caumont-sur-Durance | Les armes peuvent se blasonner ainsi : D'or au lion de gueules, à la bande de sable chargée de trois coquilles d'argent, brochant sur le tout. |

## Politique et administration

### Administration municipale
Le conseil municipal de la ville est composé de 27 élus répartis de la manière suivante :
En 2013, la municipalité de Caumont-sur-Durance a mis en place une mutuelle santé communale, à prix unique, adossée à la Mutuelle générale d'Avignon, et réservée aux habitants de la commune. La mise en place s’est faite après questionnaire adressé à l’ensemble de la population, et par des habitants de la commune qui ont travaillé bénévolement.

### Fiscalité
| Taxe                                                | part communale | Part intercommunale | Part départementale | Part régionale |
| --------------------------------------------------- | -------------- | ------------------- | ------------------- | -------------- |
| Taxe d'habitation (TH)                              | 13,75 %        | 0,00 %              | 7,55 %              | 0,00 %         |
| Taxe foncière sur les propriétés bâties (TFPB)      | 27,95 %        | 0,00 %              | 10,20 %             | 2,36 %         |
| Taxe foncière sur les propriétés non bâties (TFPNB) | 66,33 %        | 0,00 %              | 28,96 %             | 8,85 %         |
| Taxe professionnelle (TP)                           | 00,00 %        | 24,56 %             | 13,00 %             | 3,84 %         |

La part régionale de la taxe d'habitation n'est pas applicable.

### Intercommunalité
Caumont-sur-Durance fait partie de la communauté d'agglomération du Grand Avignon (ex-COGA) qui regroupe Avignon et les communes environnantes.

### Jumelages
Caumont sur Durance est jumelée à la commune de  Saltara (Italie).

## Démographie
L'évolution du nombre d'habitants est connue à travers les recensements de la population effectués dans la commune depuis 1793. Pour les communes de moins de 10 000 habitants, une enquête de recensement portant sur toute la population est réalisée tous les cinq ans, les populations de référence des années intermédiaires étant quant à elles estimées par interpolation ou extrapolation. Pour la commune, le premier recensement exhaustif entrant dans le cadre du nouveau dispositif a été réalisé en 2004.

En 2022, la commune comptait 5 499 habitants, en évolution de +13,26 % par rapport à 2016 (Vaucluse : +1,73 %, France hors Mayotte : +2,11 %).
| 1793  | 1800  | 1806  | 1821  | 1831  | 1836  | 1841  | 1846  | 1851  |
| ----- | ----- | ----- | ----- | ----- | ----- | ----- | ----- | ----- |
| 1 468 | 1 585 | 1 631 | 1 649 | 1 830 | 1 886 | 1 927 | 2 003 | 2 009 |

| 1856  | 1861  | 1866  | 1872  | 1876  | 1881  | 1886  | 1891  | 1896  |
| ----- | ----- | ----- | ----- | ----- | ----- | ----- | ----- | ----- |
| 1 975 | 2 017 | 1 829 | 1 860 | 1 773 | 1 570 | 1 509 | 1 482 | 1 463 |

| 1901  | 1906  | 1911  | 1921  | 1926  | 1931  | 1936  | 1946  | 1954  |
| ----- | ----- | ----- | ----- | ----- | ----- | ----- | ----- | ----- |
| 1 533 | 1 487 | 1 403 | 1 234 | 1 306 | 1 412 | 1 396 | 1 376 | 1 453 |

| 1962  | 1968  | 1975  | 1982  | 1990  | 1999  | 2004  | 2006  | 2009  |
| ----- | ----- | ----- | ----- | ----- | ----- | ----- | ----- | ----- |
| 1 487 | 1 637 | 1 951 | 2 598 | 3 717 | 4 253 | 4 429 | 4 538 | 4 614 |

| 2014  | 2019  | 2022  | - | - | - | - | - | - |
| ----- | ----- | ----- | - | - | - | - | - | - |
| 4 718 | 4 914 | 5 499 | - | - | - | - | - | - |

## Économie

### Industrie
En 1756, ce fut à Caumont, que Jean Althen créa sa première garancière sur les terres du domaine de Vasserot qu'avait mis à sa disposition le marquis Jean-François Xavier de Seytres, premier consul d'Avignon. Ce fut un tel succès que cette culture fit, jusqu'à la fin du XIXe siècle la fortune du département de Vaucluse.
Actuellement[Quand ?], une zone d'activité s'est développée au sud-est du village : la zone des Balarucs.

### Tourisme
Avec sa proximité d'Avignon et de son riche patrimoine, du Luberon, des Alpilles, de la Durance, etc. le tourisme occupe directement (Aéroport, hôtellerie, gîtes, restauration, loisirs, etc.) ou indirectement (artisanat, etc.) une place importante dans l'économie de la commune.
Le Jardin Romain, bassin d'agrément d'une longueur unique en France, attire de nouveaux visiteurs. De plus, on peut se promener dans la colline, parcourue par de nombreux sentiers.

### Agriculture
Important développement de l'agriculture grâce à des moyens performants d'irrigation (canal Saint-Julien).
L'agriculture de la commune de Caumont-sur-Durance consiste en des cultures maraichères et fruitières (pommes, poires...), facilitées par la qualité du sol et l'abondance de l'eau.

## Équipements ou Services

### Transports urbains
Les lignes de bus 22 (Orizo) et 907 (Zou!) relient Avignon et Caumont-sur-Durance tout au long de l'année.

### Enseignement
Groupe scolaire Fernand-Perrin. Collèges, lycées et université sur Avignon. Actuellement[Quand ?], les collégiens vont au collège Rosa-Parks de Cavaillon, et les lycéens au lycée René-Char d'Avignon.

### Sports
Caumont sur Durance offre des circuits de randonnées et de VTT avec un panorama sur la Durance, les Alpilles et le Luberon. Caumont possède des courts de tennis, un club de rugby à XIII, le Caumont XIII, ainsi qu'un club de football depuis 1985, le Caumont Football Club qui est équipé d'un stade.

### Santé
On trouve sur la commune de Caumont-sur-Durance :
- Ambulance
- Infirmier, infirmière (cabinet, soins à domicile)
- Kiné, masseur kinésithérapeute
- Orthophoniste
- Pharmacie
- Professions paramédicales
- Vente, location et réparation de matériel médico-chirurgical
- Vétérinaire

Les centres d'analyses médicales et les hôpitaux les plus proches sont sur Avignon, L'Isle-sur-la-Sorgue ou Cavaillon.

## Vie locale

### Cultes

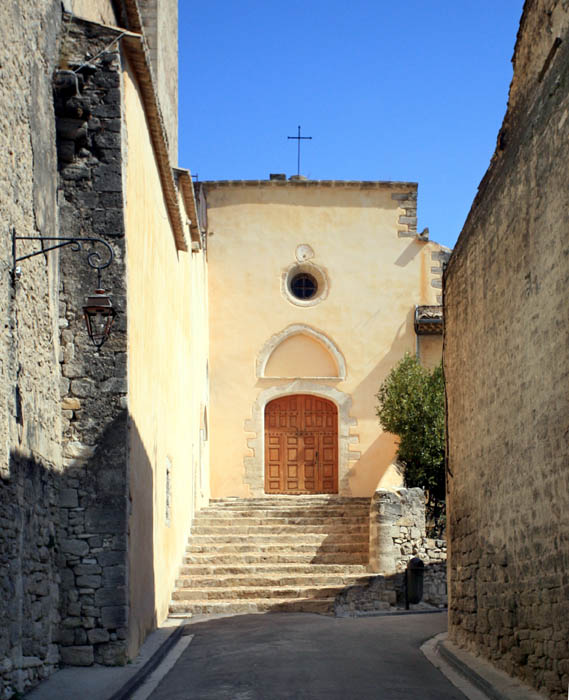
L'entrée de la chapelle des Pénitents blancs.

Catholique.

### Écologie et recyclage
La collecte et traitement des déchets des ménages et déchets assimilés et le contrôle de la qualité de l'air se fait dans le cadre de la communauté d'agglomération du Grand Avignon, elle-même adhérente au Syndicat mixte pour la valorisation des déchets du pays d'Avignon.

## Lieux et monuments
Reste des fortifications (remparts du XIVe siècle), dont anciennes tours et portes.
L'église Saint-Symphorien, monument classé, bel exemple du style roman provençal du XIIe siècle.
Mémorial Croix Saint-Jacques.
En dehors du bourg, à l'ouest, on trouve la chartreuse de Bonpas, fondée vers le milieu du XIIe siècle. Elle est aujourd'hui productrice de vin. À deux kilomètres de la chartreuse, Caumont possède encore les vestiges d'une riche habitation gallo-romaine. Un jardin romain a été réalisé à la suite de la découverte en 1998 de vestiges gallo-romains.

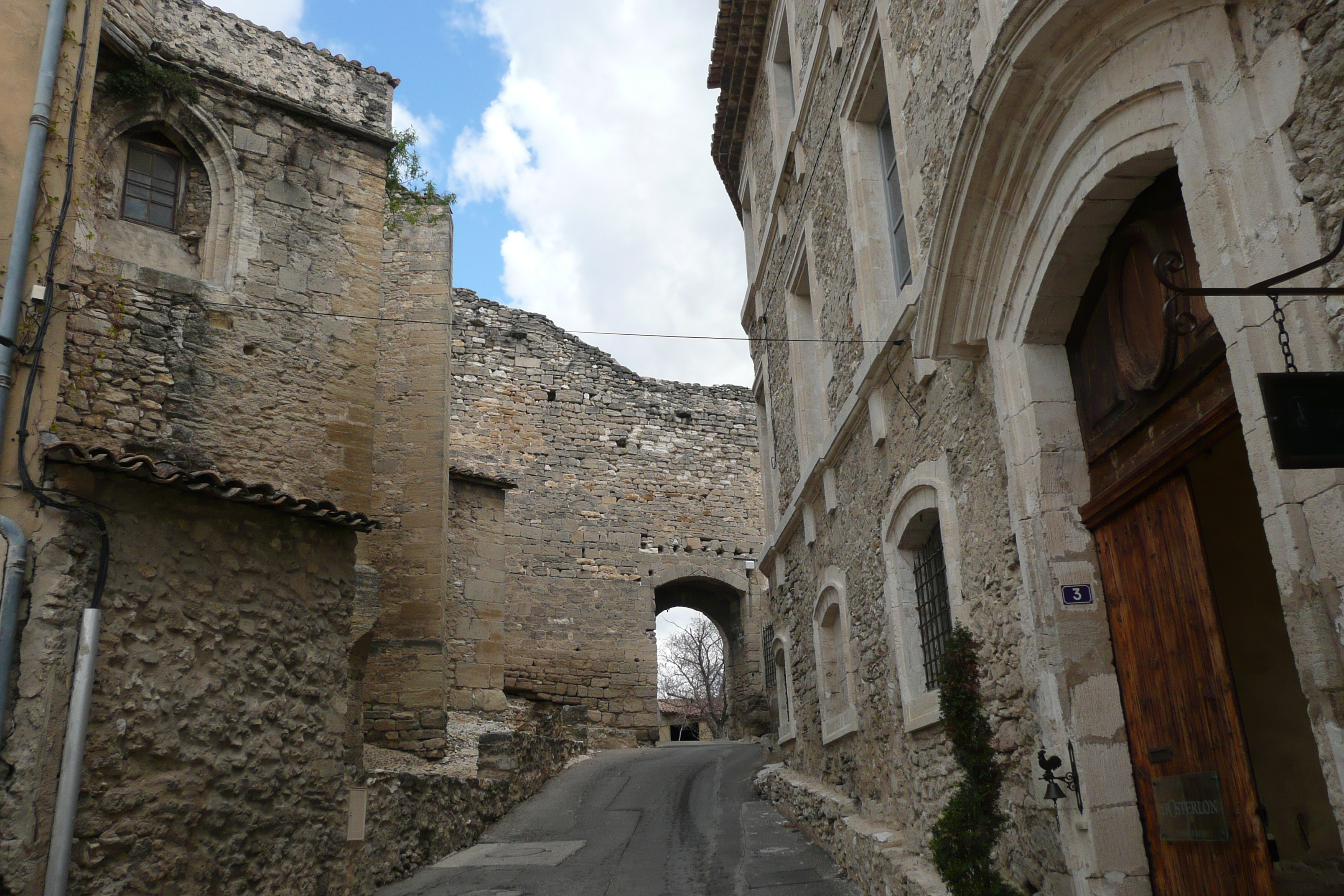
Restes des fortifications.
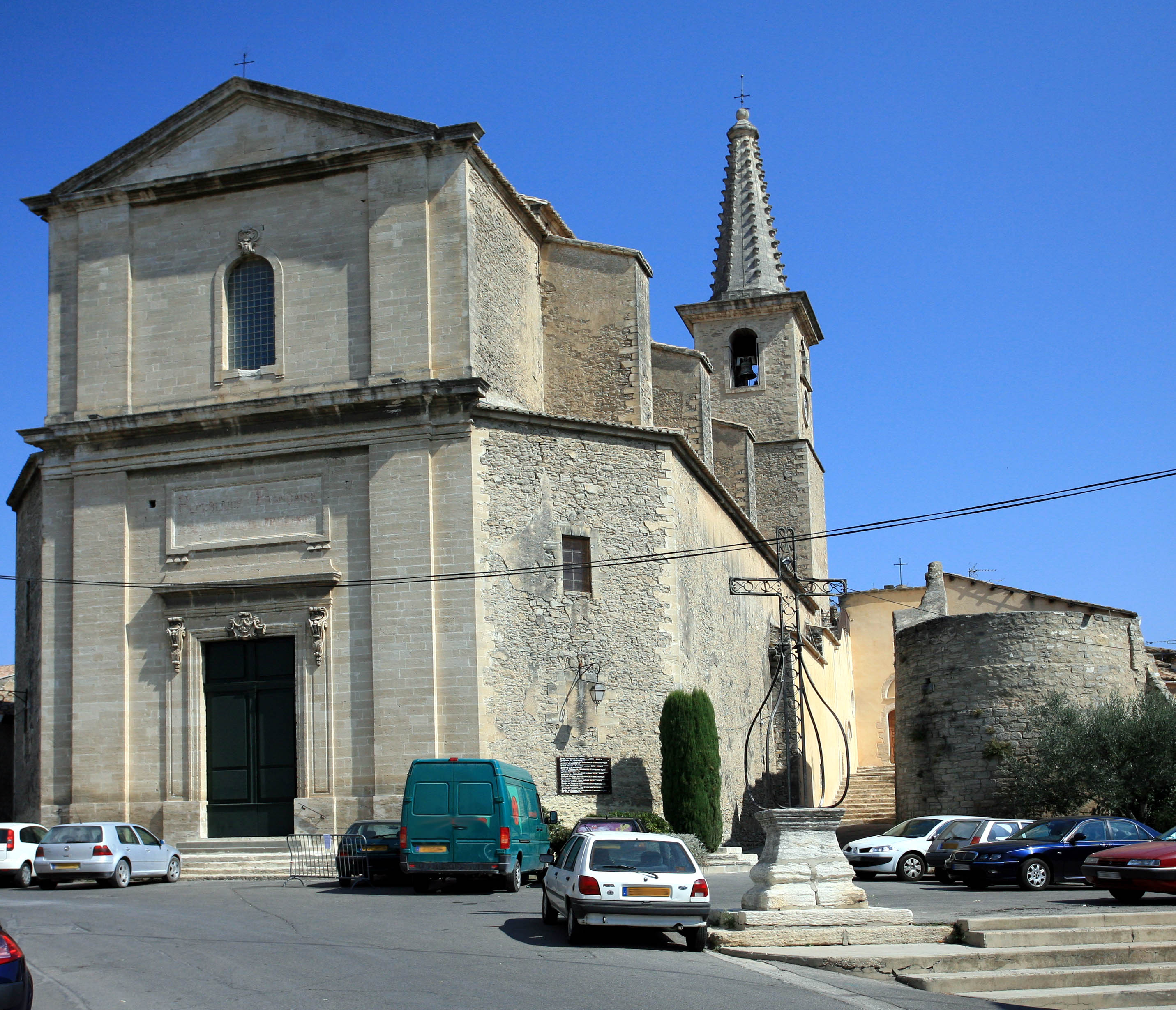
L'église vue par le sud.
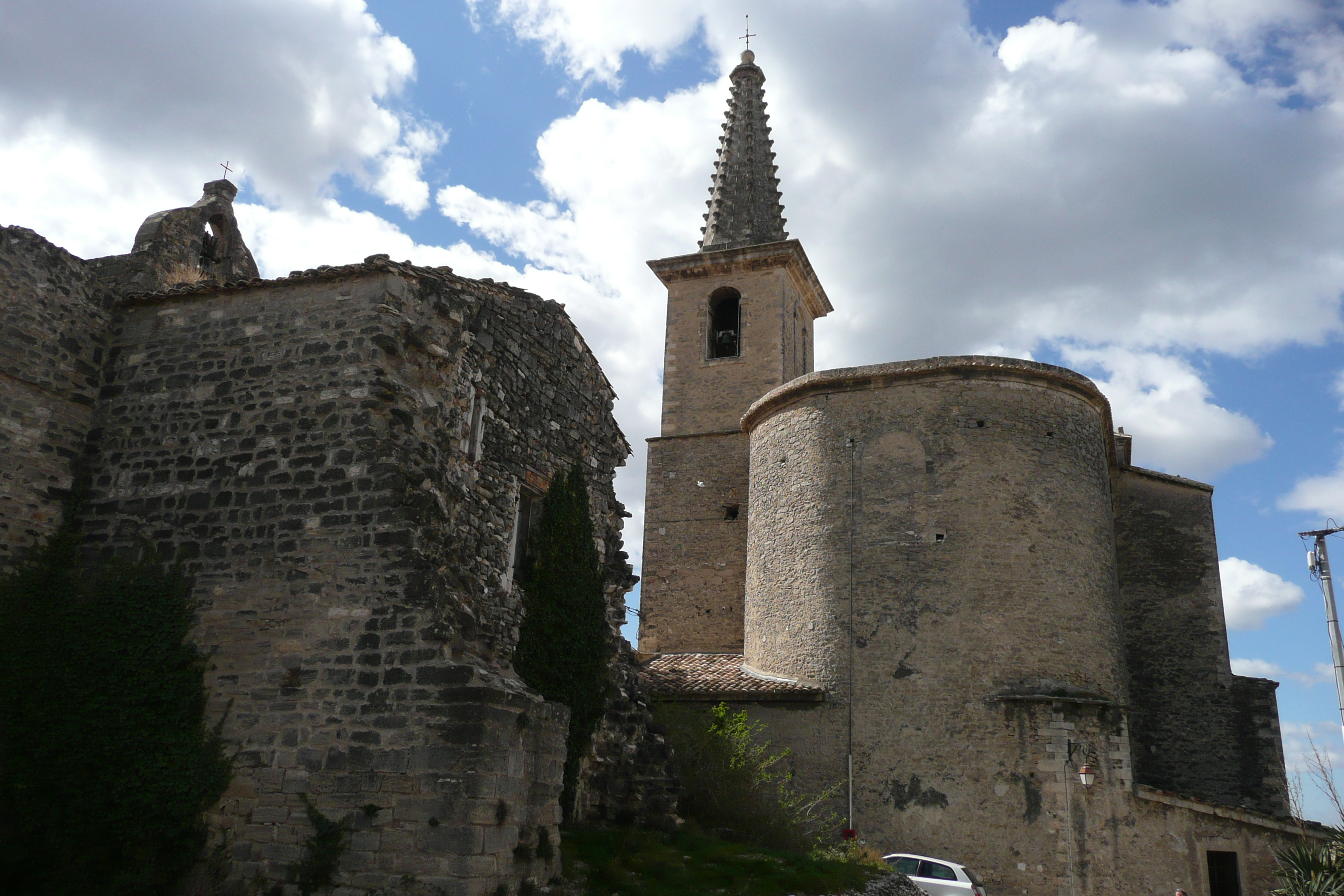
Église vue par l'est.
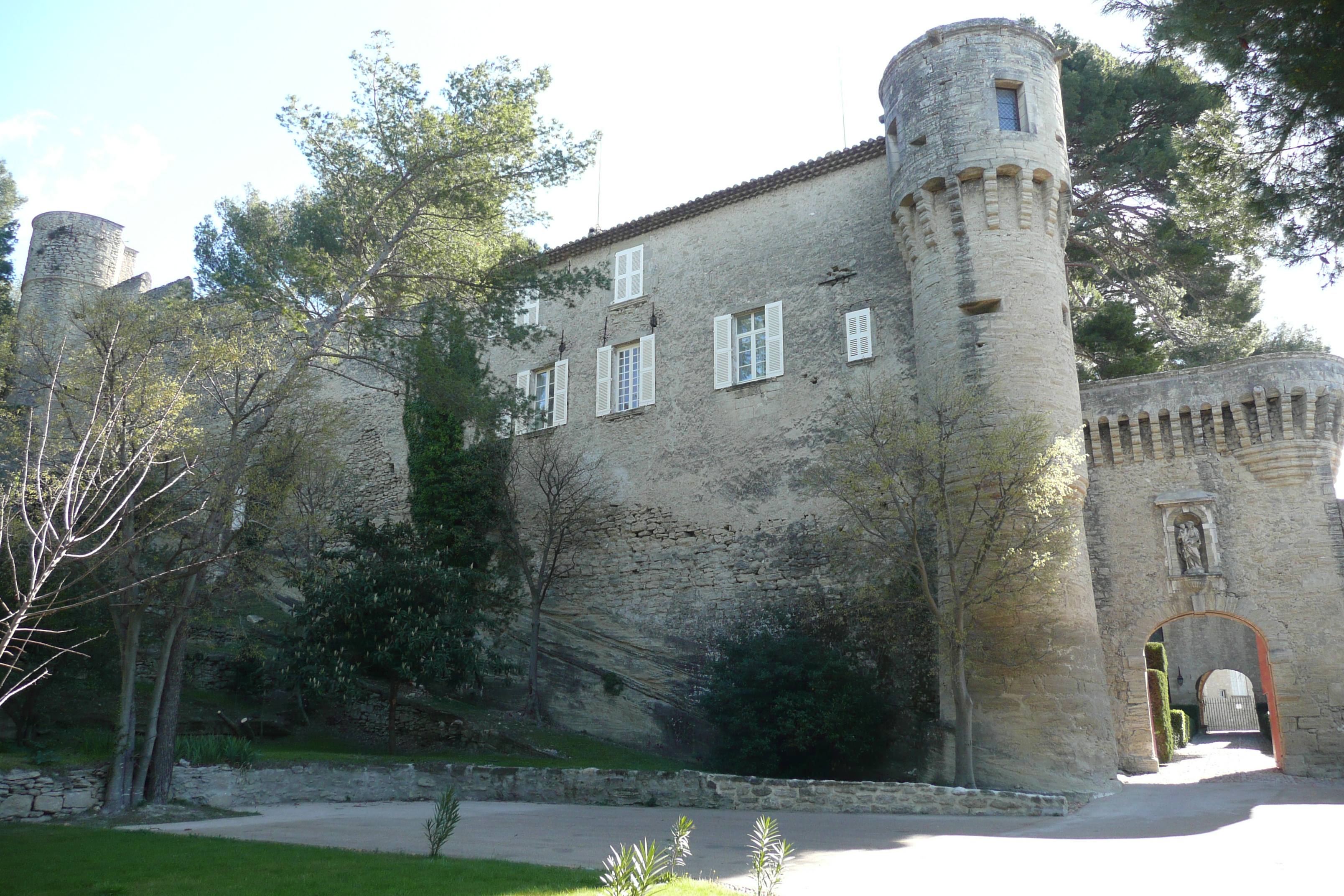
La chartreuse de Bonpas.

## Personnalités liées à la commune
- Jean Althen, (1709-1774), agronome d'origine persane, introducteur de la garance dans le Comtat Venaissin.
- Adolphe Dumas, poète et dramaturge français, naquit à la chartreuse de Bonpas le 18 décembre 1805[39]
- Joseph Agricol Viala (1780 - 1793), jeune garde national avignonnais, âgé de 13 ans, tué au bac de Bonpas par les fédéralistes marseillais, popularisé comme héros de la Révolution française par Robespierre dans un discours à la Convention.
- Pierre Vouland (1930-2015), mainteneur et majoral du félibrige et romaniste né à Caumont-sur-Durance ; la bibliothèque municipale porte nom nom[40].